# Marta Belmonte Ibáñez
Marta Belmonte Ibáñez   (Barcelona, 27 de setembre de 1982) és una actriu catalana que ha participat en diverses pel·lícules i sèries de televisió. Va ser protagonista de la sèrie, ambientada en una comissaria de barri al sud de Madrid, Servir y proteger, interpretant a Silvia Orestes, i va interpretar a Marta de la Reina a Sueños de libertad, una sèrie de sobretaula d'Antena 3.

## Cinema
- Deseo de una tarde de otoño (2002) Curtmetratge.
- Estúpidos (2004) Curtmetratge basat en fets reals.
- Cinemart (2007) Videoart.
- Velvetina (2005) Ella mateixa.
- Cineastes contra magnats (2006) Goya a la millor pel·lícula documental
- Cineastes en acció (2005) Goya a la millor pel·lícula documental.
- Campamento Flipy (2010).[3]
- Gente que viene y bah (2019).

## Televisió
| Any              | Títol                      | Personatge            | Cadena     | Episodis     |
| ---------------- | -------------------------- | --------------------- | ---------- | ------------ |
| 2003             | Jet lag                    |                       | TV3        | 1 episodi    |
| 2005             | Ventdelplà                 | Amaia                 | TV3        | 1 episodi    |
| 2006             | Los simuladores            |                       | Cuatro     | 2 episodis   |
| 2007             | Hospital Central           | María José            | Telecinco  | 3 episodis   |
| 2007             | Círculo rojo               | Belén                 | Antena 3   | 10 episodis  |
| 2007 - 2008      | Desaparecida               | María                 | TVE        | 2 episodis   |
| 2009             | El porvenir es largo       | Natalia               | TVE        | 3 episodis   |
| 2009             | Los misterios de Laura     | Vanesa López          | TVE        | 1 episodi    |
| 2010             | Valientes                  | Juana Gómez Acuña     | Cuatro     | 45 episodis  |
| 2011             | Piratas                    |                       | Telecinco  | 2 episodis   |
| 2011             | Ángel o demonio            | Bárbara               | Telecinco  | 1 episodi    |
| 2011             | Gran Reserva               | Nuria Asensi          | TVE        | 8 episodis   |
| 2012             | Kubala, Moreno i Manchón   |                       | TV3        | 1 episodi    |
| 2013             | Familia                    | Marina                | Telecinco  | 1 episodi    |
| 2014             | Isabel                     | Ana de Bretaña        | TVE        | 7 episodis   |
| 2015             | La que se avecina          | Bibi                  | Telecinco  | 1 episodi    |
| 2018 - 2019      | Servir y proteger          | Silvia Orestes        | TVE        | 253 episodis |
| 2020             | Los favoritos de Midas     | Mónica Báez           | Netflix    | 6 episodis   |
| 2021             | La Fortuna                 | María Esperanza       | Movistar + | 1 episodi    |
| 2023             | Isla Brava                 | Samantha Cruz         | Vix        | 7 episodis   |
| 2024             | Una vida menos en Canarias | Camila Salazar Turino | Antena 3   | 1 episodi    |
| 2024             | Mano de hierro             | Cristina              | Netflix    | 4 episodis   |
| 2024 -Actualitat | Sueños de libertad         | Marta de la Reina     | Antena 3   | ?            |

## Videoclips
- 2013: «Cheque al portamor» de Melendi